# Trichopilia punctata
Trichopilia punctata är en orkidéart som beskrevs av Robert Allen Rolfe. Trichopilia punctata ingår i släktet Trichopilia och familjen orkidéer.
Artens utbredningsområde är Costa Rica. Inga underarter finns listade i Catalogue of Life.